# Venstre (Dánsko)
Venstre (česky Levice) je dánská liberální politická strana, založená v roce 1870. Její název pochází z dob počátků strany, kdy tvořila v rámci tehdejšího bipartismu opozici vůči pravicové konzervativní straně Højre (česky "pravice"). Původní voličstvo této strany tvořili především rolníci a obecně nižší vrstvy společnosti či radikální inteligence. V roce 1905 od ní odešla část členů z řad městské inteligence a založila Radikální liberální stranu (Det Radikale Venstre). Příčinou rozkolu byla přílišná orientace na obranu práv zemědělců.
Od 90. let se strana profilovala mnohem více doprava, když se vyjadřovala pro omezení přistěhovalectví a přijala prvky neoliberalismu. Její bývalý vůdce Anders Fogh Rasmussen, který byl mezi lety 2001-2009 dánským premiérem, dokonce publikoval v roce 1993 knihu s názvem Od sociálního státu k minimálnímu státu: liberální strategie (Fra socialstat til minimalstat: en liberal strategi).

## Postoje strany
Z původně agrární strany se postupně přeměnila na uskupení kladoucí důraz především na liberální prvky jako jsou svoboda a osobní odpovědnost. Zastává také spíše restriktivní postoj vůči imigraci. Obojí řadí stranu navzdory jejímu původnímu názvu spíše doprava.

## Předsedové strany
- 1929–1941, Thomas Madsen-Mygdal (1876–1943)
- 1941–1949, Knud Kristensen (1880–1962)
- 1949–1950, Edvard Sørensen (1893–1954)
- 1950–1965, Erik Eriksen (1902–1972)
- 1965–1977, Poul Hartling (1914–2000)
- 1977–1984, Henning Christophersen ( 1939)
- 1984–1998, Uffe Ellemann-Jensen ( 1941)
- 1998–2009, Anders Fogh Rasmussen (1953)
- 2009–, Lars Løkke Rasmussen (1964)